# Deinopis pallida
Deinopis pallida là một loài nhện trong họ Deinopidae.
Loài này thuộc chi Deinopis. Deinopis pallida được miêu tả năm 1939 bởi Cândido Firmino de Mello-Leitão.